# Monwane
Monwane è un villaggio del Botswana situato nel distretto di Kweneng, sottodistretto di Kweneng West. Il villaggio, secondo il censimento del 2011, conta 513 abitanti.